# John Randle Minshull-Ford
John Randle Minshull-Ford, britanski general, * 1881, † 1948.